# Czernica (powiat wrocławski)
Czernica (niem. Tschirne, 1937–1945 Grossbrück) – wieś w Polsce położona w województwie dolnośląskim, w powiecie wrocławskim, w gminie Czernica.

## Podział administracyjny
W latach 1975–1998 miejscowość należała administracyjnie do województwa wrocławskiego. Miejscowość jest siedzibą gminy Czernica.

## Demografia
Według Narodowego Spisu Powszechnego (2021 r.) liczyła 1397 mieszkańców. Jest siódmą co do wielkości miejscowością gminy Czernica.

## Nazwa
Nazwa miejscowości notowana była w formach Cirne (1246), Czirnicza (1273), Cirn, Cyrna (1327), Cziern (1336), Cziern (1336), Cziren (1353), Tschirwitz (1425), Tschirna (1630), Thirna (1666-67), Tschirnau (1736), Tschirna (1743), Tschirne (1795), Tschirne (1845), Grossbrück, Czernica (1941), Grossbrück – Czernica, -cy, czernicki (1946).

## Gospodarka
We wsi mieszczą się Wojskowe Zakłady Łączności nr 2 S.A..

## Zabytki
- Kolumna maryjna z 1708 r.[10]

## Szlaki turystyczne
- Szlak dookoła Wrocławia im. doktora Bronisława Turonia[11]